# القصر المسكون (فلم)
القصر المسكون (بالإنجليزية: The Haunted Mansion) هو فيلم رعب كوميدي أمريكي من إخراج روب مينكوف وبطولة إيدي ميرفي، تيرينس ستامب، ناثانيل باركر، مارشا توماسون وجنيفر تيلي.

## روابط خارجية
مقالات تستعمل روابط فنية بلا صلة مع ويكي بيانات